# Nomogram

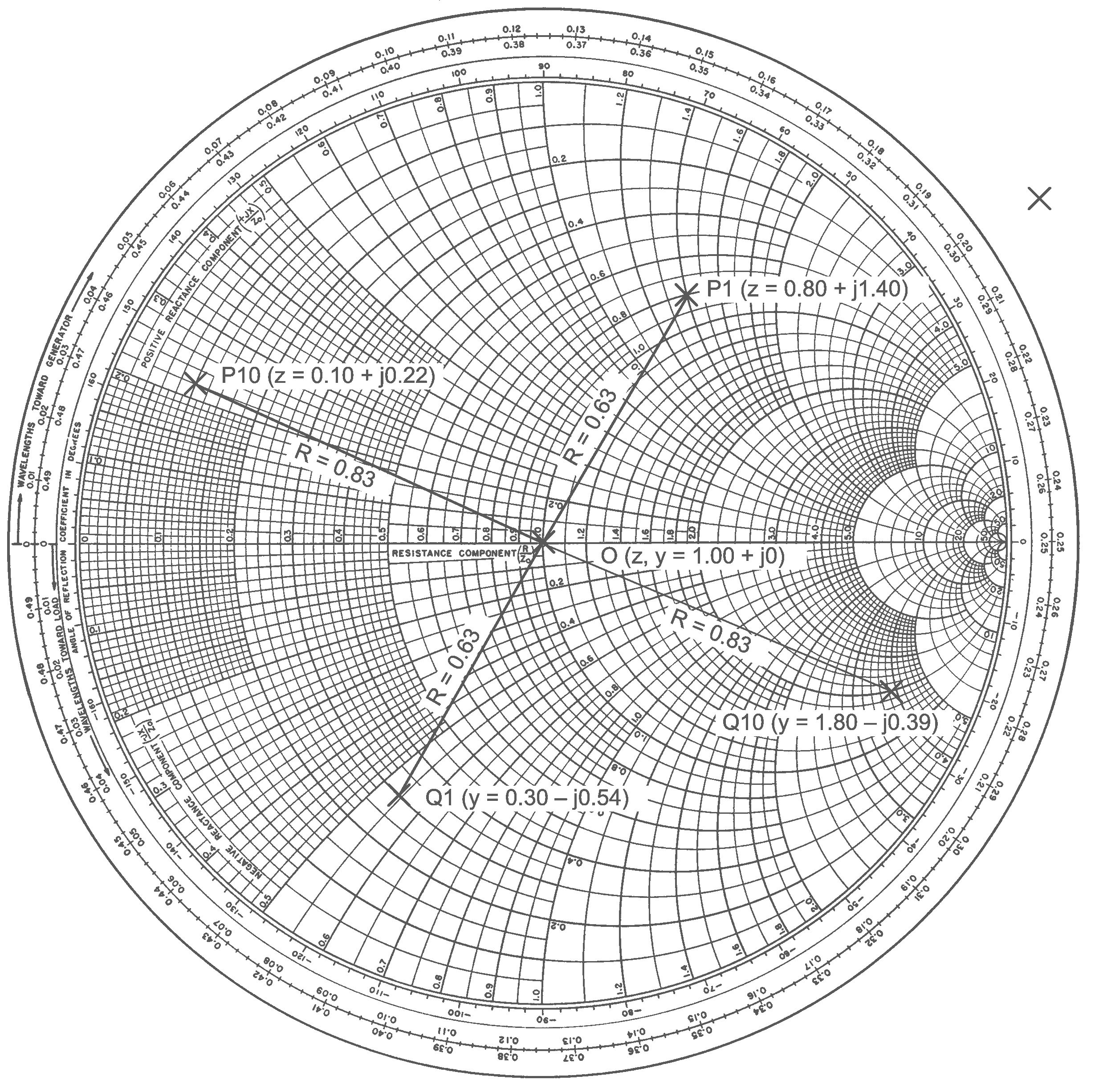
Wykres Smitha jako przykład nomogramu

Nomogram – wykres umożliwiający szybkie, proste i przybliżone wyznaczenie (bez obliczania) wartości dowolnej zmiennej z równania:
{\displaystyle f(x,y,...)=0,}
gdy znane są wartości pozostałych zmiennych.
Na nomogramie znajdują się najczęściej dwie osie liczbowe, na których zaznaczono dane wejściowe. Wartość wyjściową odczytuje się z nomogramu.
Opracowaniem i wykorzystaniem nomogramów zajmuje się nomografia. Stosowano je między innymi w statystyce, geodezji i ekonomii. Rozwój elektronicznej techniki obliczeniowej (kalkulatory, komputery) spowodował, że nomogramy (podobnie jak liczydła i suwaki logarytmiczne) są obecnie rzadko używane.